# Franciszek Parcer
Franciszek Parcer (ur. 3 października 1904 w Oświęcimiu, zm. 31 marca 1967 w Katowicach) – polski pedagog, radny, działacz społeczny i oświatowy.

## Życiorys
Urodził się 3 października 1904 roku w Oświęcimiu w rodzinie kolejarza Karola i Rozalii. Po ukończeniu w 1917 roku ukończył tamtejszej szkoły powszechnej podjął naukę w gimnazjum. W trakcie nauki został przeniesiony do seminarium nauczycielskiego w Krakowie, które ukończył w 1924 roku.
Po seminarium przeniósł się na Górny Śląsk, gdzie zaczął pracę w szkole powszechnej w Wyrach, a dwa lata później w Panewnikach. Ta, też włączył się w ruch śpiewaczy – został kierownikiem chóru „Wanda”. W latach 1932–1937 był nauczycielem w szkole powszechnej w Kostuchnie, gdzie uczył dzieci górników kopalni „Boże Dary” języka polskiego i historii. W maju 1937 roku władze oświatowe awansowały go na stanowisko kierownika szkoły powszechnej w Ochojcu.
Podczas II wojny światowej przebywał w rejonie Myślenic, gdzie pracował jako robotnik leśny i prowadził tajne nauczanie.
10 lutego 1945 roku uzyskał pozwolenie Ministerstwa Oświaty na powrót na swoją placówkę w Ochojcu (późniejsze V Liceum Ogólnokształcące im. Władysława Broniewskiego w Katowicach). W tym czasie był znany na terenie gminy Piotrowice (późniejsza część Katowic) jako dobry społecznik i uważany był za lewicowca, domagający się pełnej laicyzacji polskiej szkoły. W 1946 roku został radnym gminy, a później także miasta Katowice. W 1947 roku został członkiem Polskiej Partii Socjalistycznej, a później Polskiej Zjednoczonej Partii Robotniczej.
W 1950 roku został dyrektorem Licem Ogólnokształcącego Towarzystwa Przyjaciół Dzieci nr 1 w Katowicach (późniejsze X Liceum Ogólnokształcące im. Ignacego Jana Paderewskiego Akademickie w Katowicach). Była to wówczas pierwsza świecka szkoła w mieście, a awans ten był wyrazem jego uznania jako popularyzatora idei laickiego wychowania. W szkole rozwijał prace pozalekcyjne i pozaszkolne, tzw. „ogniska niedzielne”, a także organizował obozy zimowe i letnie dla młodzieży. 
Doceniając jego wkład pracy i osiągnięte efekty władze polityczne i administracyjne Katowic w 1954 roku powierzyły mu stanowisko kierownika Wydziału Oświaty przy Prezydium Miejskiej Rady Narodowej. Jako kierownik wydziału działał na rzecz podniesienia poziomu pracy szkół i wyników nauczania oraz laicyzacji procesu wychowania dzieci i młodzieży, a także prowadził działania zmierzające do budowy nowych szkół i adaptacji na ten cel innych obiektów. W 1963 roku zaczął pracę w Studium Nauczycielskim nr 1 w Katowicach jako wykładowca.
Zmarł nagle 31 marca 1967 roku w Katowicach. Pochowany został na tamtejszym cmentarzu przy ulicy Panewnickiej.

## Odznaczenia
- Medal 10-lecia Polski Ludowej (1955)[6][8]
- Odznaka 1000-lecia Państwa Polskiego[6]
- Złoty Krzyż Zasługi (1955)[6][9]